# Convar
Begrebet convar. (egentlig: convarietas) bruges om en sammenhørende gruppe af sorter. Den moderne, botaniske betegnelse bør dog være cultivar-gruppe ("cultivar-group"), da organisationen ICNCP (International Code of Nomenclature for Cultivated Plants) i 1995 har besluttet  sig for følgende standard:
En cultivar-gruppe er en gruppe af cultivarer (sorter). Udtrykket er skabt for at kunne klassificere en sort som hjemmehørende i en samlet gruppe af nærtstående sorter.
Begrebet var. (varietas) bør tilsvarende egentlig erstattes af udtrykket cultivar, der så er et underbegreb i forhold til kultivar-gruppen.

## Eksterne links
- Database for botaniske taxonomiske kategorier: Convar